# Nikolaï Vadbolski
Le prince Nikolaï Petrovitch Vadbolski (en russe : Николай Петрович Вадбольский) est un colonel russe ayant commandé la division de cavalerie du Caucase de 1907 à 1909. Il a ensuite commandé la brigade cosaque persane jusqu'en 1914.